# Aholming
Aholming er en kommune i Landkreis Deggendorf i Regierungsbezirk Niederbayern i den tyske delstat Bayern, med godt 2.300 indbyggere. Den er kendt som hjemsted for den tyske radios langbølgesender.

## Geografi
Aholming ligger i Region Donau-Wald.

### Inddeling
Kommunen består ud over hovedbyen Aholming af følgende landsbyer og bebyggelser: Breitfeld, Garnschwaig, Isarau, Kühmoos, Moosmühle, Neutiefenweg, Penzling, Probstschwaig, Rauchschwaig, Schwarzwöhr, Tabertshausen, Tabertshauserschwaig und Thannet.